# セントジョン・ブロドリック (初代ミドルトン伯爵)
初代ミドルトン伯爵ウィリアム・セントジョン・フレマントル・ブロドリック（英語: William St John Fremantle Brodrick, 1st Earl of Midleton, KP, PC, DL、1856年12月14日 - 1942年2月13日）は、イギリスの政治家、貴族。
19世紀末から20世紀初期にかけての保守党政権下で閣僚職を歴任した。
1907年にアイルランド貴族第9代ミドルトン子爵位を継承し、1920年には連合王国貴族ミドルトン伯爵位を与えられた。

## 経歴

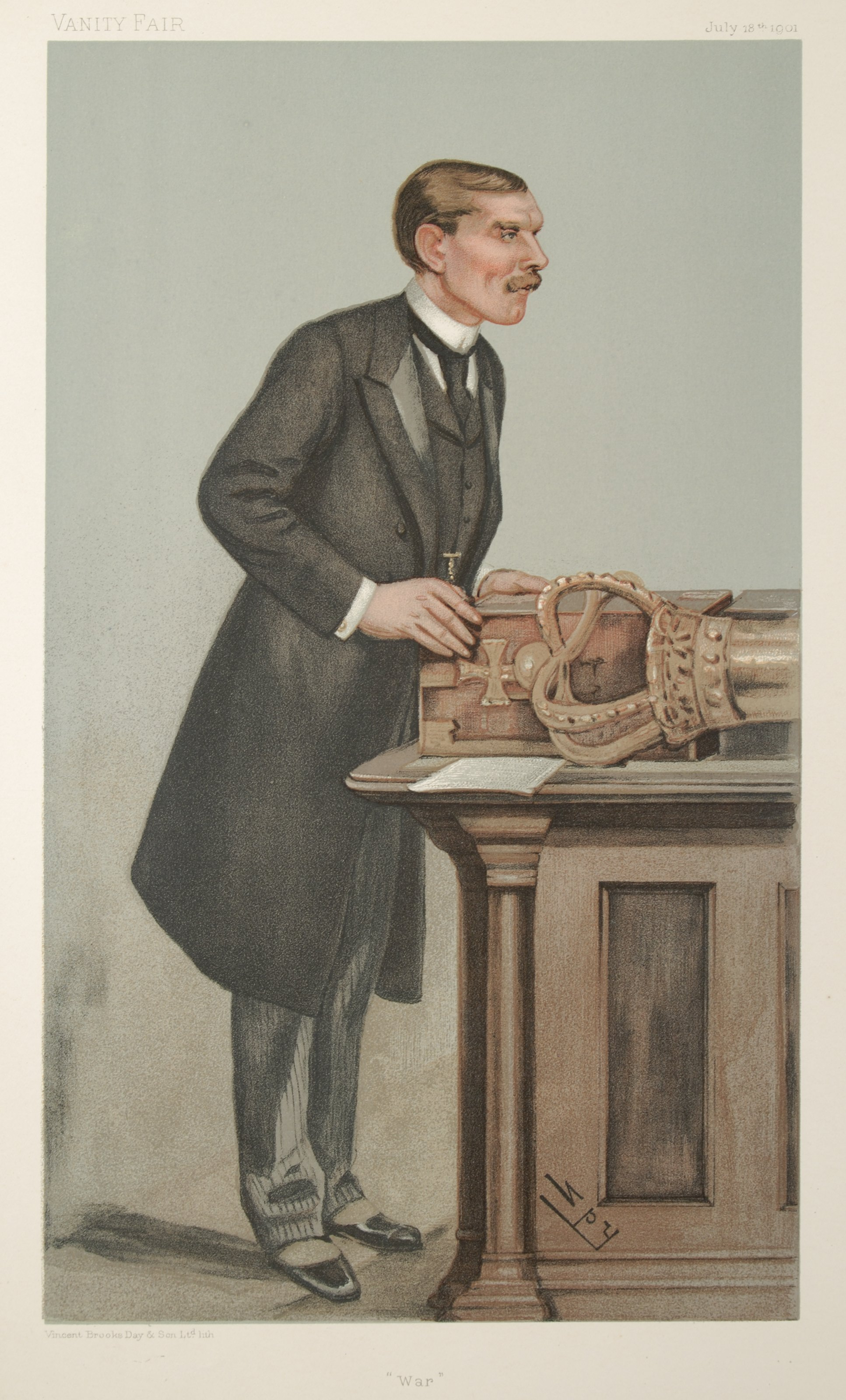
1901年7月18日の『バニティ・フェア』に描かれた似顔絵

1856年12月14日にアイルランド貴族の第8代ミドルトン子爵ウィリアム・ブロドリックとその妻オーガスタ （初代コッテスロー男爵トマス・フレマントルの娘）の間の長男として生まれる。
イートン校を経てオックスフォード大学ベリオール・カレッジへ進学。
1880年から1885年まで西サリー選挙区から選出されて庶民院議員を務めた。ついで1895年から1906年まではギルドフォード選挙区から選出された。
1886年から1892年にかけての第3代ソールズベリー侯爵ロバート・ガスコイン＝セシルの第2次内閣で陸軍省財務長官を務めた。ついで第3次ソールズベリー侯爵内閣では1895年から1898年にかけて陸軍省政務次官、1898年から1900年にかけて外務省政務次官を務めた。
1900年11月に陸軍大臣に就任し、アーサー・バルフォア内閣期の1903年10月まで務めた。1903年10月からインド大臣に転任し、バルフォア内閣が下野する1905年12月まで務めた。
1907年4月に父が死去し、ミドルトン子爵位以下父の保有爵位3つを継承。うち1つがグレートブリテン貴族爵位であるため、襲爵と同時に貴族院議員に列した。
1920年2月には連合王国貴族爵位ミドルトン伯爵位を新規に叙された。1930年から1942年にかけてはキングストン＝オン＝テムズの大侍従（High Steward of Kingston-on-Thames）を務めた。
1942年2月13日に死去した。

## 栄典

### 爵位
1907年4月18日に父ウィリアム・ブロドリクの死去により以下の爵位を継承した
- コーク県におけるミドルトンの第9代ミドルトン子爵 (9th Viscount Midleton, of Midleton in the County of Cork)
(1717年8月15日の勅許状によるアイルランド貴族爵位)
- コーク県におけるミドルトンの第9代ブロドリック男爵 (9th Baron Brodrick, of Midleton in the County of Cork)
(1715年4月13日の勅許状によるアイルランド貴族爵位)
- サリー州におけるペパー・ハローの第6代ブロドリック男爵 (6th Baron Brodrick, of Peper Harow in the County of Surrey)
(1796年6月11日の勅許状によるグレートブリテン貴族爵位)

1920年2月2日に以下の爵位を新規に叙された。
- 初代ミドルトン伯爵 (1st Earl of Midleton)
(勅許状による連合王国貴族爵位)
- サリー州におけるダウンズフォードの初代ダウンズフォード子爵 (1st Viscount Dunsford, of Dunsford in the County of Surrey)
(勅許状による連合王国貴族爵位)

### 勲章
- 1916年、聖パトリック勲章ナイト(KP)[2][3]

## 家族
1880年に第10代ウィームズ伯爵フランシス・チャータリスの娘ヒルダと最初の結婚をし、彼女との間に以下の1男4女を儲けた。
- 第1子(長女)マリエル・ブロドリック (1881-1966) 第3代ツィードマス男爵（英語版）ダドリー・マージョリーバンクス（英語版）と結婚
- 第2子(次女)シビル・ブロドリック（1885-1935） ロナルド・グラハムと結婚
- 第3子(長男)ジョージ・セントジョン・ブロドリック（英語版） (1888-1979) 第2代ミドルトン伯爵位を継承
- 第4子(三女)アイリーン・ヒルダ・ブロドリック(1890-1970) チャールズ・ミアと結婚
- 第5子(四女)モイラ・ブロドリック (1897-1982) 陸軍軍人チャールズ・ロイド（英語版）大将と結婚

1903年にジョン・スタンリー大佐の娘マデリーンと結婚。彼女との間に以下の2子を儲けた
- 第6子(次男)フランシス・アラン・ブロドリック (1910-1943) ステュワート＝マッケンジーに改姓。第二次世界大戦で戦死
- 第7子(三男)マイケル・ヴィクター・ブロドリック (1920-1943) 第二次世界大戦で戦死